# Myrkarby naturreservat
Myrkarby naturreservat är ett naturreservat i Heby kommun i Uppsala län.
Området är naturskyddat sedan 1998 och är 45 hektar stort. Reservatet består av barrskog och ett mindre område med sumpskog av al.